# Góry Środkowe

Góry Środkowe i Góry Wschodnie na półwyspie Kamczatka

Góry Środkowe (także Góry Zachodnie, Góry Środkowokamczackie, ros. Срединный хребет, Западный хребет) – łańcuch górski w azjatyckiej części Rosji; na półwyspie Kamczatka.
Rozciąga się z północnego wschodu na południowy zachód przez niemal całą długość półwyspu Kamczatka na długości około 1000 km (szerokość 60–120 km). Oddzielony jest od równoległego łańcucha Gór Wschodnich doliną rzeki Kamczatka.
Góry Środkowe dzielą się na kilka pasm. Najważniejsze z nich to licząc od północnego wschodu to: Bystrinskij chriebiet, Kozyriewskij chriebiet i Małkinskij chriebiet.
Najwyższym szczytem jest położony w paśmie Kozyriewskij chriebiet wulkan Iczyńska Sopka (3621 m n.p.m.). Inne ważniejsze szczyty to wulkany: Chuwchojtun (2618 m), Ałnaj (2581 m), Sziszel (2531 m) i Ostraja Sopka (2539 m).
W Górach Środkowych występują liczne stożki wulkaniczne i kaldery. Są również lodowce o łącznej powierzchni 866 km².
W niższych partiach lasy brzozowe, zarośla sosny syberyjskiej i olchy, w wyższych łąki i tundra górska.